# Азово (Архангельський район)
А́зово (рос. Азово, башк. Аҙау) — присілок у складі Архангельського району Башкортостану, Росія. Входить до складу Узуларовської сільської ради.
Населення — 461 особа (2010; 488 в 2002).
Національний склад:
- башкири — 97 %